# Bors (Cantón de Tude y Lavalette)
 Bors es una población y comuna francesa, en la región de Poitou-Charentes, departamento de Charente, en el distrito de Angoulême y cantón de Montmoreau-Saint-Cybard.

## Demografía
| 407 | 404 | 344 | 346 | 283 | 270 |
| Para los censos de 1962 a 1999 la población legal corresponde a la población sin duplicidades (Fuente: INSEE [Consultar]) |     |     |     |     |     |